# Rapunzels wilde avontuur
Rapunzels wilde avontuur (Engels: Rapunzel's Tangled Adventure), ook bekend als Tangled of in het eerste seizoen Rapunzel: De serie (Engels: Tangled: The Series), is een Amerikaanse animatieserie ontwikkeld door Chris Sonnenburg en Shane Prigmore en geproduceerd door Walt Disney Television Animation. De serie is het vervolg op de film Rapunzel uit 2010 van Walt Disney Animation Studios.
De serie ging van start op Disney Channel in de vorm van een 'Disney Channel Original Movie' getiteld Rapunzel: Wilde haren (Engels: Tangled: Before Ever After), op 10 maart 2017. De afleveringen van de serie begonnen op 24 maart 2017.
In tegenstelling tot de eerste film werd er voor de serie gebruik gemaakt van 2D-animatie.
De serie bestaat uit één pilotfilm en drie seizoenen. De laatste aflevering werd op 1 maart 2020 uitgezonden.
De serie won onder andere een Daytime Emmy Award in 2018 en een Annie Award in 2019.

## Plot
Seizoen 1:
In de pilot-film Rapunzel: Wilde haren sluipt Rapunzel samen met Cassandra weg uit het kasteel naar de plaats waar de zonnen-straal-bloem oorspronkelijk stond. Op deze plaats vinden ze een zwarte, puntige steen. Wanneer Rapunzel deze steen aanraakt krijgt ze haar lange blonde haren terug. In de rest van het eerste seizoen leren de hoofdpersonages Rapunzel en Eugene vooral omgaan met hun nieuwe leven binnen het koninkrijk Corona. Tevens probeert Rapunzel antwoorden te vinden over haar magische haar en de zwarte rotsen. Ook worden er nieuwe belangrijke nevenpersonages geïntroduceerd zoals Cassandra, de dochter van de kapitein van de wacht en tevens Rapunzels dienstmeid, Varian, een jonge alchemist, en Lance, een voormalige dief en jeugdvriend van Eugene. 
Doorheen het eerste seizoen groeien er steeds meer scherpe, zwarte stenen uit de grond. Koning Frederic negeert het probleem. Varian probeert met zijn alchemie de stenen weg te krijgen. Bij een van zijn pogingen beginnen de stenen net harder te groeien en komt zijn vader vast te zitten. Ondertussen is het koningspaar op reis en moet Rapunzel tijdelijk koningin zijn. Corona wordt geteisterd door een sneeuwstorm opgewekt door de demoon Zhan Tiri en niemand heeft tijd om Varians vader te helpen. Uiteindelijk wil Varian wraak nemen op Corona. Rapunzel blijkt in staat te zijn de zwarte stenen te besturen en weet zo Varian te verslaan. Ze komen erachter dat de zwarte stenen een pad volgen weg uit Corona.
Seizoen 2:
In het tweede seizoen volgt Rapunzel samen met haar vrienden het pad. Onderweg ontmoeten ze Adira die hen verteld dat het pad hen zal leiden naar het Duistere Koninkrijk, waar de Maansteen ligt, de tegenhanger van Rapunzels Zonnestraalsteen. Beide stenen hebben magische krachten en samen maken ze een mens oppermachtig. Adira hoort samen met onder andere Varians vader tot een genootschap dat de Maansteen probeert te beschermen. Het genootschap is het niet eens over of Rapunzel te vertrouwen is. Enkele leden proberen de groep weg te houden van het Duistere Koninkrijk. Eugene ontdekt dat hij eigenlijk een prins is: zijn vader is koning Edmund van het Duistere Koninkrijk. Hij is de bewaker van de Maansteen en leeft een eenzaam bestaan. Alle bewoners van zijn koninkrijk werden geëvacueerd, omdat dicht bij de Maansteen leven te gevaarlijk is. Uiteindelijk worden ze verraden door Cassandra, die de dochter van moeder Gothel blijkt te zijn. Ze is jaloers op Rapunzel omdat ze werd achtergelaten door haar eigen moeder en besluit de Maansteen voor zichzelf te houden.
Seizoen 3:
In het derde seizoen keren Rapunzel en haar vrienden terug naar Corona. Het koninkrijk is intussen overgenomen door een groep slechteriken die in het verleden verslagen werden door Rapunzel en haar vrienden. Met de hulp van Varian kan de groep Corona bevrijden. Rapunzel leerde op haar reis een nieuwe spreuk die de tegenhanger is van de spreuk uit de film: ze kan ermee leven laten afsterven. Met deze spreuk weet ze in het laatste seizoen alsnog Varians vader te redden uit de grip van de zwarte stenen. Cassandra leert ondertussen de krachten kennen van de Maansteen: ze kan zelf zwarte stenen aanmaken. Uiteindelijk komt Rapunzel erachter dat Zhan Tiri de gedaante van een jong meisje heeft aangenomen en Cassandra misleid heeft. In de finale blijkt Rapunzel krachtloos te zijn door een zonsverduistering. Zhan Tiri steelt de Zonnestraalsteen en Maansteen en wordt oppermachtig. Uiteindelijk weten Rapunzel en Cassandra haar te verslaan door beide stenen tegen elkaar te duwen, wat leidt tot een explosie. De serie eindigt met Eugene die Rapunzel ten huwelijk vraagt.

## Stemverdeling
| Personage                        | Engelse stem                                            | Nederlandse/Vlaamse stem            |
| -------------------------------- | ------------------------------------------------------- | ----------------------------------- |
| Rapunzel                         | Mandy Moore                                             | Kim-Lian van der Meij               |
| Eugene "Flynn Rider" Fitzherbert | Zachary Levi                                            | Reuben De Boel                      |
| Cassandra                        | Eden Espinosa                                           | Ann Van den Broeck                  |
| Lance Strongbow                  | James Monroe Iglehart                                   | Murth Mossel                        |
| Varian                           | Jeremy Jordan                                           | Roben Mitchell van den Dungen Bille |
| koningin Arianna                 | Julie Bowen                                             | Anneke Beukman                      |
| koning Frederic                  | Clancy Brown                                            | Leo Richardson                      |
| Demanitus                        | Timothy Dalton                                          | Leo Richardson                      |
| Koning Edmund                    | Bruce Campbell                                          | Leo Richardson                      |
| Neuzenvreugd                     | Jeffrey Tambor                                          | Dennis Willekens                    |
| Piet de wachter                  | Sean Hayes                                              | Jan Van Hecke                       |
| Stan de wachter                  | Diedrich Bader                                          | Johan De Paepe                      |
| Wachtcommandant                  | M. C. Gainey                                            | Marcel Jonker                       |
| Vrouwe Caine                     | Laura Benanti                                           | Donna Vrijhof                       |
| Moeder Gothel                    | Donna Murphy                                            | Hilde de Mildt                      |
| Knorrige Corrie                  | Pat Carroll (seizoen 1) Susanne Blakeskee (seizoen 2-3) | Hilde de Mildt                      |
| Adira                            | Kelly Hu                                                | Hilde de Mildt                      |